# Caloptilia theivora
Caloptilia theivora är en fjärilsart som först beskrevs av Walsingham 1891.  Caloptilia theivora ingår i släktet Caloptilia och familjen styltmalar.
Artens utbredningsområde är:
- Hongkong (Kina).
- Sri Lanka.
- Taiwan.
- Thailand.
- Vietnam.

Inga underarter finns listade i Catalogue of Life.